# Austrosquilla
Austrosquilla is een geslacht van kreeftachtigen uit de klasse van de Malacostraca (Hogere kreeftachtigen).

## Soorten
- Austrosquilla melanocauda (Kunze, 1981)
- Austrosquilla middletoni Ahyong, 2001
- Austrosquilla osculans (Hale, 1924)
- Austrosquilla rachelae Ahyong, 2001
- Austrosquilla tsangi Ahyong, 2001
- Austrosquilla vercoi (Hale, 1924)